# 梅小路通
梅小路通（うめこうじどおり）は京都府京都市の東西の通りの一つ。東は堀川通から西は大宮通まで。平安京の梅小路にあたる。

## 概要
JR京都線のすぐ北側を線路にそって走る短い通りである。西は梅小路公園で突き当たっているが、JR山陰本線以西にも延長線上の通りが佐井西通まで続いている。
通り名は地域名として広く知られている。
なお、線路を挟んで南側には南梅小路通が存在する。

## 主な沿道の施設
- リーガロイヤルホテル京都
- タキイ種苗本社